# Mielno (powiat krośnieński)
Mielno (niem. Mehlen, łuż. Maliń) – wieś w Polsce położona w województwie lubuskim, w powiecie krośnieńskim, w gminie Gubin.
W latach 1975–1998 miejscowość należała administracyjnie do województwa zielonogórskiego.
Wieś Mielno wymieniano w roku 1449 pod nazwą (niem. Malyn), w 1557 jako Mallin, a w 1562 roku jako Maehlen. Później właścicielami wsi były rodziny saksońskiej szlachty: von Maren, von Wiedebach, hrabina Löwenschildt, a po wojnie trzydziestoletniej właścicielami byli von Reboldt, von Burgsdorf, von Lindenau. Mieszkańcy wsi zajmowali się przez stulecia rybołówstwem na jeziorze Mielnickim. Wioska należała pod koniec XVIII wieku do hrabiny von Brühl, stając się częścią majątku Brühlów. Był tam młyn wodny. W 1838 roku we wsi zamieszkiwało 9 rolników, 4 ogrodników, bednarz, właściciel szynku, młynarz wodnego młyna i 6 chałupników. Wieś rozbudowano w wieku XIX.
Znajdowała się tu od 26 lipca 1945 roku komendantura wojskowa, a jej dowódcą był por. Marceli Zaremba, dowódca 3. kompanii strzeleckiej 38. Pułku Piechoty. Od listopada 1945 do 1947 roku istniała 26. Strażnica WOP podlegająca pod 6. Komendę Odcinka Sękowice (komendant ppor. Teofil Siwicki, z-ca ds. polityczno wychowawczych ppor. Mikołaj Duszan).

## Zabytki
Do wojewódzkiego rejestru zabytków wpisane są:
- zespół dawnego kościoła ewangelickiego, z połowy XIX wieku:
  - kościół, obecnie rzymskokatolicki filialny pod wezwaniem św. Franciszka z Asyżu, niewielki, neogotycki, wzniesiony w 1892 roku (parafia Strzegów). Kościół posiada we wschodniej części absydę, natomiast w zachodniej wieżę[7], znajduje się w centrum wsi
  - cmentarz, obecnie nieczynny
  - ogrodzenie z bramą, murowany
- dom nr 6, szachulcowy, z końca XVIII wieku
- dom, szachulcowy, z końca XVIII wieku.

inne zabytki:
- wielka stodoła z murem szachulcowym zasługuje na uwagę.[8]